# Méa Shéarim

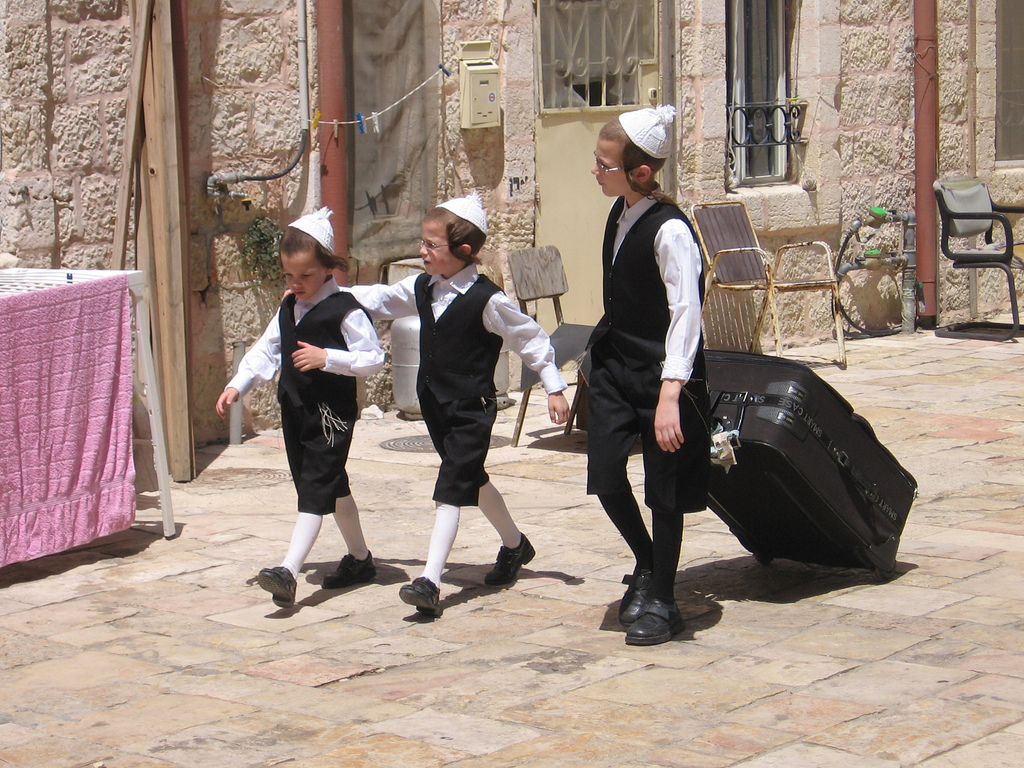
Enfants à Méa Shéarim.

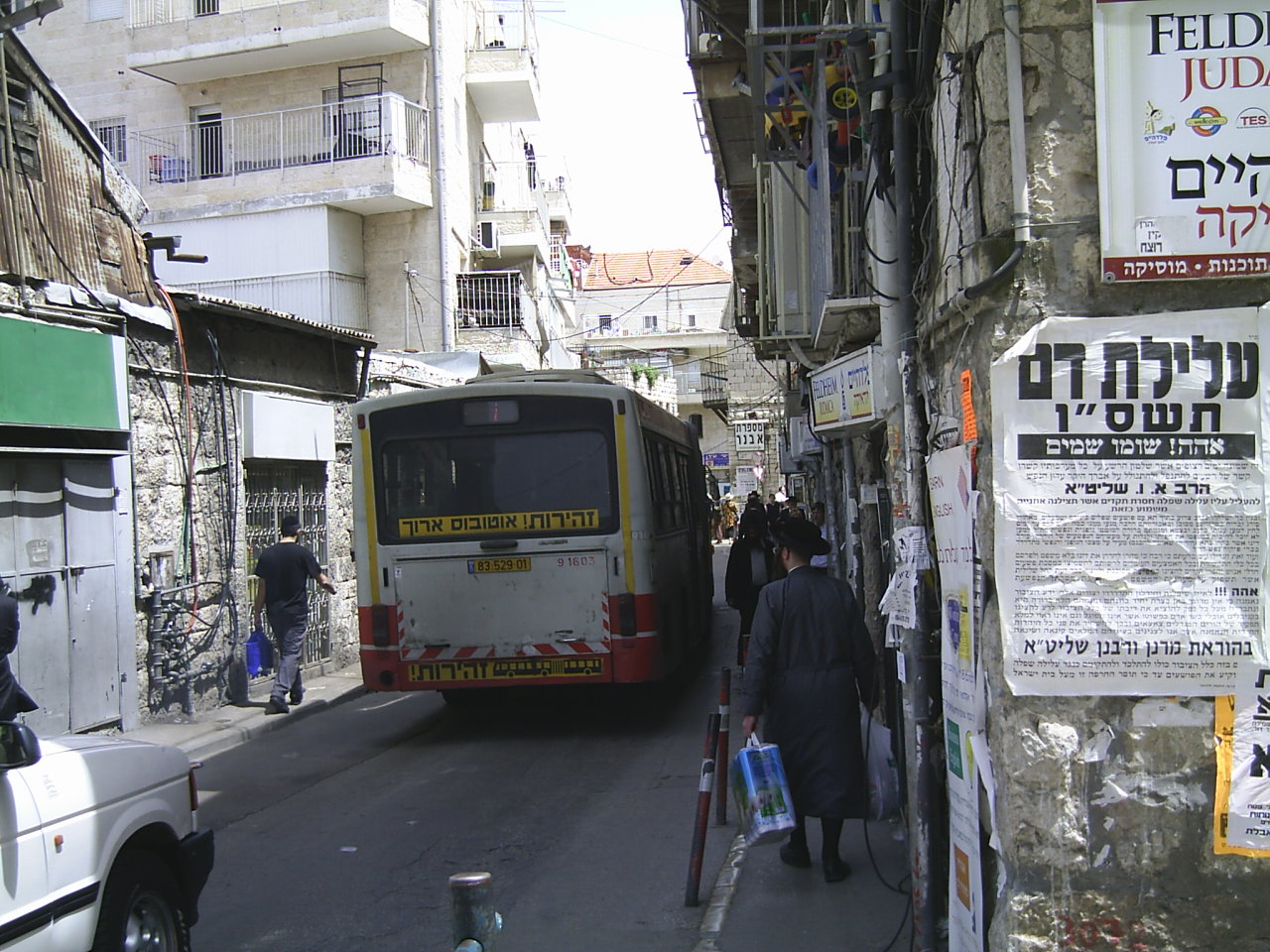
Rue Meah Shearim.

Méa Shéarim (en hébreu : מאה שערים, litt. « cent portes », sens : « cent mesures ») est un quartier de Jérusalem. Situé au nord-ouest de la Vieille ville, c’est l’un des cinq premiers quartiers juifs construits en 1874 en dehors de celle-ci. À l'origine, il était beaucoup moins étendu qu'aujourd'hui et ne comportait qu'un bloc de bâtiments qui existe toujours. Il est très connu car c’est un quartier où vivent uniquement des Juifs ultra-orthodoxes. Des écriteaux invitent l'ensemble des visiteurs à ne pas entrer dans ce quartier vêtus de manière « indécente ».

## Histoire

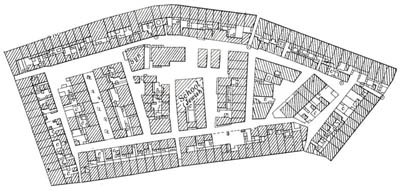
Le quartier originel de Méa Shéarim refermé sur lui-même, avec des portes d'accès qui étaient fermées la nuit.

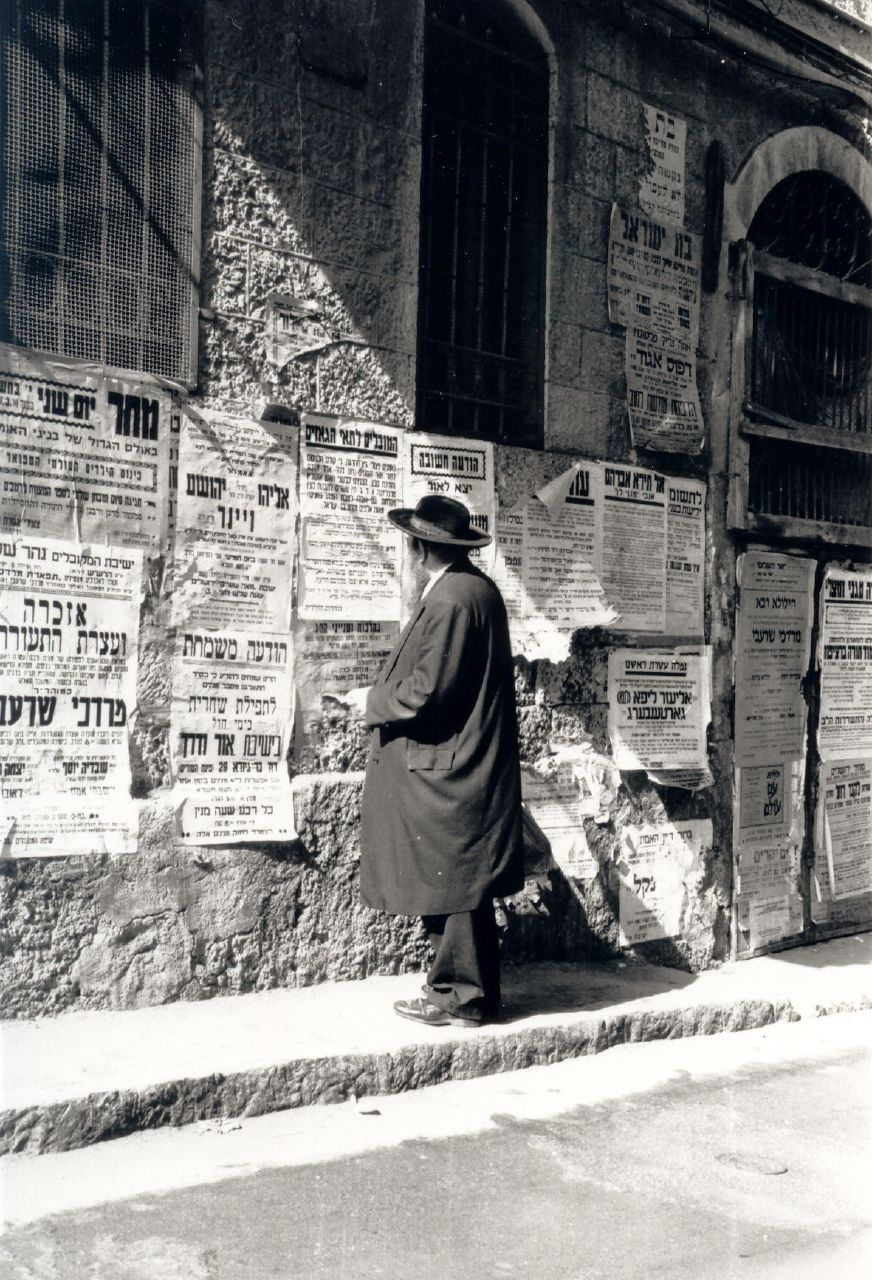
Consultation des affiches dans le quartier de Mea Sharim en 2006. Les affiches murales sont un mode de communication traditionnel pour les Rabbins dans les quartiers ultra-orthodoxes, leur permettant ainsi d'exprimer leurs positions.

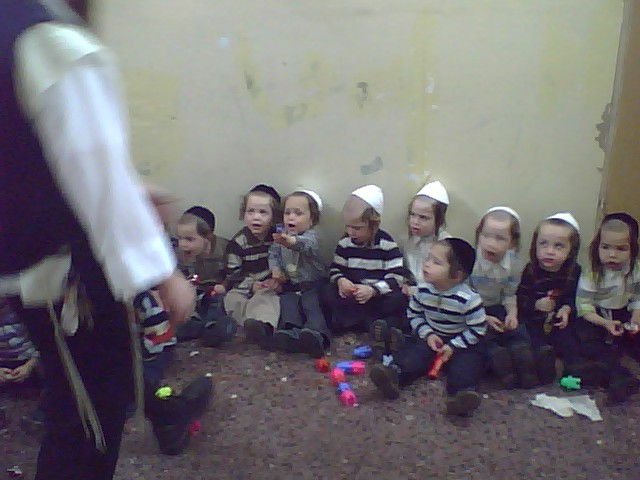
Enfants de la hassidout.

Le nom de Méa Shéarim (« cent portes ») fait référence aux cent portes d’entrée évoquées dans la Torah et correspondait à la section hebdomadaire lue à la synagogue la semaine où fut créé le quartier. Contrairement à l’opinion courante, cette expression fait surtout allusion à « cent mesures » décrite dans la Genèse, c'est-à-dire le rendement de récolte que Isaac obtient après avoir semé son champ : « Isaac sema dans ce pays là, et recueillit cette même année au centuple, tant Dieu le bénissait. » (Gn 26,12).
Construit au cours du XIXe siècle car la vie dans la vieille ville de Jérusalem était trop inconfortable, le quartier était composé de petites maisons de deux pièces pour une dizaine de personnes chacune qui, serrées les unes contre les autres, formaient un rempart naturel. Les écoles étaient dans la vieille ville. La guerre de 1948 a donné à Israël Méa Shéarim, tandis que la vieille ville tombée aux mains des Arabes était vidée de ses Juifs, et que les synagogues y étaient détruites.
Lorsque l’État d’Israël fut créé, la population de Méa Shéarim et ses objectifs particuliers furent pris en compte. Le droit primordial de tout juif religieux de souhaiter revenir en Israël, sans pour autant souhaiter se mêler à la société moderne et civile, fut respecté, le droit du retour s’appliquait aux orthodoxes comme aux laïcs. Jusqu'en 2016 le service militaire ne leur fut jamais imposé, les raisons religieuses étant acceptées par l’armée israélienne pour ne contraindre personne à porter une arme, et le service dit « national » d’aide alternative ne leur était pas non plus imposé si leur mode de vie leur imposait d’étudier dans une yeshiva.

## Tourisme
(mars 2020).
- Si vous ne connaissez pas le sujet, laissez ce bandeau (vous pouvez alors contacter les auteurs).
- Si vous supprimez le contenu mis en cause (vous pouvez préalablement contacter les auteurs),

argumentez précisément cette suppression dans la page de discussion
(un manque de référence n'est pas un argument ; une recherche réelle de référence doit avoir été effectuée, être formellement documentée).
Mea Shearim reste un quartier insulaire au cœur de Jérusalem. Avec sa population Haredi et majoritairement hassidique, les rues conservent les caractéristiques d'un shtetl d'Europe de l'Est, comme cela aurait été le cas dans l'Europe d'avant-guerre. La vie tourne autour du strict respect de la loi juive, de la prière et de l'étude des textes religieux juifs. Les traditions vestimentaires comprennent des redingotes noires et des chapeaux noirs pour les hommes, ainsi que des vêtements modestes à manches longues pour les femmes. Dans certains groupes hassidiques, les femmes portent des bas noirs épais toute l'année, même en été. Les femmes mariées portent une variété de couvre-cheveux, des perruques aux foulards en passant par les snoods. Les hommes ont la barbe et beaucoup laissent pousser de longues boucles latérales, appelées peyot. De nombreux résidents parlent le yiddish dans leur vie quotidienne et n'utilisent l'hébreu que pour la prière et l'étude religieuse, car ils croient que l'hébreu est une langue sacrée uniquement à des fins religieuses.
Les groupes hassidiques avec un grand nombre d'adeptes à Mea Shearim comprennent : Breslov, Slonim, Toldos Aharon, Toldos Avraham Yitzchak, Mishkenos HaRoim et Satmar. La dynastie Pinsk-Karlin a également son centre ici. L'Edah HaChareidis, qui supervise la certification de la cacheroute et dirige un tribunal religieux juif, a son siège à l'extrémité ouest de Mea Shearim. Mea Shearim est le fief des deux factions du mouvement Neturei Karta, ainsi que les descendants de la communauté d'origine Perushim, également connue sous le nom de "Yerushalmis". Certains résidents ont demandé à vivre sous la domination arabe. Le regretté rabbin Yosef Shalom Eliashiv, le principal posek de la communauté juive lituanienne, a élu domicile ici.[pas clair]

## Règlements de quartier
Des affiches "Modesty" en hébreu et en anglais sont accrochées à chaque entrée de Mea Shearim. Lors de la visite du quartier, les femmes et les filles sont priées de porter une robe modeste. Les touristes sont priés de ne pas arriver en grands groupes bien visibles. Pendant le Shabbat (du vendredi soir au coucher du soleil au samedi soir au coucher du soleil), les visiteurs sont priés de s'abstenir de fumer, de photographier, de conduire ou d'utiliser des téléphones portables. En entrant dans les synagogues, les hommes sont invités à se couvrir la tête en signe de respect. Tout cela est fait pour essayer de garder leurs traditions qui leur sont chères. Ils soutiennent que leurs droits doivent être respectés et pouvoir pratiquer leurs croyances.

## Actualité

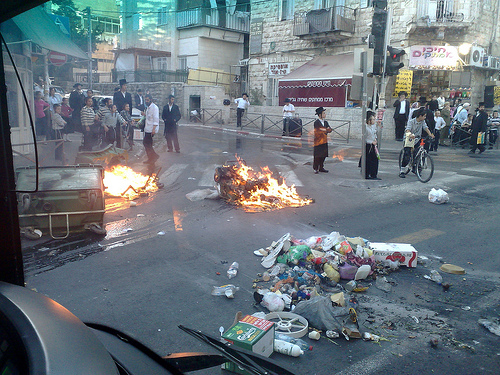
en juillet 2009.

- Le 15 juillet 2009, on apprend qu’une mère de famille de 30 ans de Jérusalem, appartenant à la hassidout Toldot Aharon (he) (« postérité d’Aaron »), a été arrêtée pour avoir affamé son fils de 3 ans, lequel ne pèse plus que 7 kilos. La police estime que cette femme souffre du syndrome de Münchhausen par procuration. Cette arrestation a déclenché des émeutes de la part des adeptes de ce mouvement dans les quartiers Méa Shéarim et Geula et autour de la rue Bar Ilan (he), qui se sont propagées jusqu’à Bet Shemesh. Ils ont mis le feu à des bennes à ordures, lancé des pierres sur la police et les voitures, agressé plusieurs employés municipaux et attaqué un centre social et le ministère de l’éducation qui se trouve à proximité de leur quartier[2].
- Cela faisait déjà plusieurs semaines que des troubles se produisaient dans ces quartiers à la suite du projet de la municipalité de laisser ouvert le jour du chabbat le parking de Safra (en) qui se trouve à proximité, puis le parking Karta à Mamilla, devant la porte de Jaffa. Ces événements ont été baptisés la « guerre du chabbat », car ils se produisent principalement ce jour-là.

## Sources
- (nl) Cet article est partiellement ou en totalité issu de l’article de Wikipédia en néerlandais intitulé « Meah Shearim » (voir la liste des auteurs).